# Cynthia Goyette
Pour les articles homonymes, voir Goyette.
Cynthia Lee Goyette, née le 13 août 1946 à Détroit (Michigan), est une nageuse américaine.

## Biographie
Aux Jeux olympiques d'été de 1964 à Tokyo, Cynthia Goyette nage la longueur de brasse du relais américain de la finale du 4x100 mètres quatre nages, remportée par les Américaines. Les autres membres du relais sont Cathy Ferguson, Sharon Stouder et Kathy Ellis.